# Arnd Peiffer
Arnd Peiffer (* 18. března 1987, Dolní Sasko, Německo) je bývalý německý biatlonista, olympijský vítěz ze sprintu na Zimních olympijských hrách 2018 a několikanásobný medailista ze světových šampionátů. Na mistrovstvích světa v letech 2009–2021 dokázal vybojovat celkem sedmnáct medailí, z toho patnáct v mužských nebo smíšených štafetách. V individuálním závodě se prosadil na Mistrovství světa 2011 v Chanty-Mansijsku, kde dokázal zvítězit ve sprintu. Zlatou medaili vybojoval také o rok dříve na Mistrovství světa 2010 ve smíšené štafetě. Německo reprezentoval také na Zimních olympijských hrách 2010 ve Vancouveru, kde se medailově neprosadil. Na Mistrovství světa v biatlonu 2015 ve finském Kontiolahti získal zlatou medaili ze štafety.
Ve světovém poháru dokázal zvítězit v deseti individuálních a devíti kolektivních závodech. V březnu 2021 ukončil reprezentační kariéru.

## Výsledky

### Olympijské hry a mistrovství světa
| Sezóna  | D   | Místo                | SP  | SZ  | HZ  | IZ  | ŠT | SŠT | SZD | Věk    |
| ------- | --- | -------------------- | --- | --- | --- | --- | -- | --- | --- | ------ |
| 2008/09 | MS  | Pchjongčchang        | –   | –   | –   | –   | 3. | 3.  | ×   | 21 let |
| 2009/10 | ZOH | Vancouver            | 37. | 37. | 17. | –   | 5. | –   | ×   | 22 let |
| 2009/10 | MS  | Chanty-Mansijsk      | ×   | ×   | ×   | ×   | ×  | 1.  | ×   | 23 let |
| 2010/11 | MS  | Chanty-Mansijsk      | 1.  | 4.  | 8.  | 15. | 7. | 2.  | ×   | 23 let |
| 2011/12 | MS  | Ruhpolding           | 37. | 17. | 7.  | 7.  | 3. | 3.  | ×   | 24 let |
| 2012/13 | MS  | Nové Město na Moravě | 16. | 21. | 23. | 28. | 3. | –   | ×   | 25 let |
| 2013/14 | ZOH | Soči                 | 34. | 19. | 18. | –   | 2. | –   | ×   | 26 let |
| 2014/15 | MS  | Kontiolahti          | 30. | 14. | 22. | 22. | 1. | –   | ×   | 27 let |
| 2015/16 | MS  | Oslo                 | 7.  | 13. | 5.  | –   | 2. | 2.  | ×   | 28 let |
| 2016/17 | MS  | Hochfilzen           | 12. | 19. | 10. | 34. | 4. | 1.  | ×   | 29 let |
| 2017/18 | ZOH | Pchjongčchang        | 1.  | 8.  | 13. | 21. | 3. | –   | ×   | 30 let |
| 2018/19 | MS  | Östersund            | 9.  | 13. | 6.  | 1.  | 2. | 2.  | –   | 31 let |
| 2019/20 | MS  | Anterselva           | 7.  | 5.  | 21. | 50. | 3. | 4.  | –   | 32 let |
| 2020/21 | MS  | Pokljuka             | 36. | 20. | 12. | 2.  | 7. | 7.  | –   | 33 let |

Poznámka: Výsledky z mistrovství světa se započítávají do celkového hodnocení světového poháru, výsledky z olympijských her se dříve započítávaly, od olympijských her v Soči 2014 se nezapočítávají.

### Juniorská mistrovství
Zúčastnil se jednoho juniorského šampionátu v biatlonu, a to v Ruhpoldingu v roce 2008. Jeho nejlepším individuálním umístěním z toho mistrovství je 3. pozice ze sprintu. S německou štafetou se rovněž umístil na bronzové pozici.
| Sezóna  | D   | Místo      | SP | SZ | IZ | ŠT | Věk    |
| ------- | --- | ---------- | -- | -- | -- | -- | ------ |
| 2007/08 | MSJ | Ruhpolding | 3. | 7. | –  | 3. | 19 let |

## Vítězství v závodech světového poháru, na mistrovství světa a olympijských hrách

### Individuální
| Č.                                                         | sezóna    | datum             | místo                             | disciplína                |
| ---------------------------------------------------------- | --------- | ----------------- | --------------------------------- | ------------------------- |
| 1.                                                         | 2008/2009 | 26. března 2009   | Chanty-Mansijsk, Rusko            | sprint                    |
| 2.                                                         | 2009/2010 | 23. ledna 2010    | Anterselva, Itálie                | sprint                    |
| 3.                                                         | 2010/2011 | 4. února 2011     | Presque Isle, Spojené státy       | sprint                    |
| 4.                                                         | 2010/2011 | 5. března 2011    | Chanty-Mansijsk, Rusko (MS)       | sprint                    |
| 5.                                                         | 2011/2012 | 7. ledna 2012     | Oberhof, Německo                  | sprint                    |
| 6.                                                         | 2011/2012 | 4. února 2012     | Oslo, Norsko                      | stíhací závod             |
| 7.                                                         | 2014/2015 | 14. února 2015    | Oslo, Norsko                      | sprint                    |
| 8.                                                         | 2016/2017 | 11. března 2017   | Kontiolahti, Finsko               | stíhací závod             |
| OH                                                         | 2017/2018 | 11. února 2018    | Pchjongčchang, Jižní Korea, (ZOH) | sprint                    |
| 9.                                                         | 2018/2019 | 13. března 2019   | Östersund, Švédsko (MS)           | vytrvalostní závod        |
| 10.                                                        | 2021/2021 | 20. prosince 2020 | Hochfilzen, Rakousko              | závod s hromadným startem |
| – závod na mistrovství světa – závod na olympijských hrách |           |                   |                                   |                           |

### Kolektivní
| Č.                           | sezóna    | datum             | místo                       | disciplína      |
| ---------------------------- | --------- | ----------------- | --------------------------- | --------------- |
| 1.                           | 2009/2010 | 28. března 2010   | Chanty-Mansijsk, Rusko (MS) | smíšená štafeta |
| 2.                           | 2010/2011 | 5. ledna 2011     | Oberhof, Německo            | štafeta         |
| 3.                           | 2010/2011 | 23. ledna 2011    | Anterselva, Itálie          | štafeta         |
| 4.                           | 2013/2014 | 13. prosince 2013 | Annecy, Francie             | štafeta         |
| 5.                           | 2014/2015 | 14. března 2015   | Kontiolahti, Finsko (MS)    | štafeta         |
| 6.                           | 2015/2016 | 7. února 2016     | Canmore, Kanada             | smíšená štafeta |
| 7.                           | 2016/2017 | 21. ledna 2017    | Anterselva, Itálie          | štafeta         |
| 8.                           | 2016/2017 | 9. února 2017     | Hochfilzen, Rakousko (MS)   | smíšená štafeta |
| 9.                           | 2020/2021 | 5. března 2021    | Nové Město, Česko           | štafeta         |
| – závod na mistrovství světa |           |                   |                             |                 |

#### Profily
- (německy) Oficiální webové stránky Arnda Peiffera Archivováno 11. 11. 2016 na Wayback Machine.
- Arnd Peiffer v databázi Mezinárodní biatlonové unie (anglicky)
- (anglicky) Profil Arnda Peiffera na stránkách FischerSports.com
- (anglicky) Profil Arnda Peiffera na stránkách sports-reference.com